# Кавалеры ордена Святого Георгия IV класса Щ
Кавалеры ордена Святого Георгия IV класса на букву «Щ» 
Список составлен по алфавиту персоналий. Приводятся фамилия, имя, отчество; звание на момент награждения; номер по списку Григоровича — Степанова (в скобках номер по списку Судравского); дата награждения. Лица, чьи имена точно идентифицировать не удалось, не викифицируются.
- Щеглов, Владимир Николаевич; корнет; 26 августа 1916 (посмертно)
- Щеглов, Егор Алексеевич; полковник; № 4326; 19 декабря 1829
- Щеглов, Николай Александрович; подпоручик; 4 марта 1917
- Щеглов, Павел Никанорович; капитан; 8 ноября 1914
- Щегловитый, Александр Васильевич; полковник; № 9674; 26 ноября 1855
- Щёголев, Александр Петрович; штабс-капитан; № 9296; 20 апреля 1854
- Щёголев, Владимир Александрович; подполковник; 24 декабря 1916
- Щёголев, Иван Максимович; подполковник; № 4836; 25 декабря 1833
- Щёголев, Павел Александрович; поручик; 17 апреля 1915
- Щёголев, Пётр Фёдорович; капитан-лейтенант; № 9528; 26 ноября 1854, «за 18 морских кампаний»[1]
- Щеголеватый, Прохор Константинович; поручик; 9 июня 1917
- Щедрин, Константин Фёдорович; генерал-майор; 23 сентября 1915
- Щекин, Александр Иванович; прапорщик; 24 ноября 1917
- Щекин, Михей Львович; майор; № 7658; 1 января 1847
- Щенснович, Эдуард Николаевич; капитан 1-го ранга; 1 марта 1904
- Щепетильников, Михаил Павлович; подполковник; 7 ноября 1916
- Щепетов, Василий Никифорович; капитан; № 8810; 26 ноября 1851
- Щепин, Пётр Васильевич; генерал-майор; № 7740; 26 ноября 1847
- Щербак, Ефим Григорьевич; майор; № 5623; 29 ноября 1837
- Щербаков, Архип Филимонович; войсковой старшина; 28 марта 1917 (посмертно)
- Щербаков, Михаил Александрович; прапорщик; 18 сентября 1917 (посмертно)
- Щербаков, Пётр Александрович; штабс-капитан; № 6665; 5 декабря 1841
- Щербаков, Платон Петрович; майор; № 5275; 1 декабря 1835
- Щербаков, Ростислав Георгиевич; подпоручик; 29 мая 1915
- Щербаков, Сергей Борисович; секунд-майор; № 1010; 26 ноября 1793
- Щербаковский, Стефан Васильевич; протоиерей; 27 ноября 1904
- Щербань, Андрей Ефимович; подпоручик; 9 октября 1917 (посмертно)
- Щербатов, Александр Фёдорович; генерал-майор; 1812 (в кавалерских списках не значится, но во многих источниках указывается что он был кавалером 4-й степени)
- Щербатов, Алексей Григорьевич; генерал-майор; № 1721 (707); 29 января 1807
- Щербатов, Алексей Петрович; полковник; № 554; 26 ноября 1788
- Щербатов, Дмитрий Алексеевич; полковник; № 7403; 12 января 1846
- Щербатов, Николай Александрович; полковник; № 7421; 12 января 1846
- Щербатов, Николай Григорьевич; генерал-майор; № 2925; 3 мая 1814
- Щербатов, Фёдор Павлович; генерал-майор; № 763; 26 ноября 1790
- Щербацкий, Фёдор Григорьевич; генерал-майор; № 5523; 29 ноября 1837
- Щербацкий, Яков Григорьевич; полковник; № 6203; 11 декабря 1840
- Щербачёв, Александр Петрович; полковник; № 8892; 1 февраля 1852
- Щербачёв, Владимир Сергеевич; капитан; 25 ноября 1916
- Щербачёв, Дмитрий Григорьевич; генерал-лейтенант; 22 апреля 1915 (по другим данным 22 или 27 сентября 1914)
- Щербачёв, Михаил Иванович; подполковник; № 4843; 25 декабря 1833
- Щербачёв, Пётр Иванович; капитан 2-го ранга; № 5458; 6 декабря 1836
- Щербачёв, Сергей Николаевич; полковник; № 1136 (565); 1 января 1795
- Щербина, Авксентий Семёнович; подполковник; № 7009; 4 декабря 1843
- Щербина, Иван Петрович; подполковник; № 9780; 26 ноября 1855
- Щербинский, Василий Фёдорович; генерал-майор; № 6183; 11 декабря 1840
- Щербинский, Платон Васильевич; подполковник; № 7812; 26 ноября 1847
- Щербинский, Степан Фёдорович; полковник; № 5952; 3 декабря 1839
- Щербинский, Ярополк Григорьевич; капитан; 26 августа 1916
- Щербо-Нефедович, Иосиф Антонович; полковник; № 8194; 26 ноября 1849
- Щетинин, Василий Николаевич; полковник; № 4706; 21 декабря 1832
- Щеховской, Григорий Дмитриевич; подполковник; № 5564; 29 ноября 1837
- Щешинский, Оттон Иванович; лейтенант; 17 января 1878
- Щипчинский, Ромуальд Игнатьевич; подполковник; 3 июля 1915 (посмертно)
- Щирбу-Штирбу, Степан Федосьевич; капитан; 9 сентября 1915
- Щиржецкий, Елисей Даниилович; подполковник; № 7600; 1 января 1847
- Щитовский, Фёдор Фёдорович; подполковник; № 5444; 6 декабря 1836
- Щулепников, Александр Васильевич; капитан 1-го ранга; № 6761; 3 декабря 1842
- Щулепников, Алексей Александрович; полковник; № 6743; 3 декабря 1842
- Щулепников, Роман Сергеевич; лейтенант; № 2277; 26 ноября 1810
- Щуренко, Александр Емельянович; полковник; 20 января 1917
- Щуцкий, Борис Иосифович; генерал-майор; 27 сентября 1916
- Щуцкий, Максим Иванович; подполковник; № 7789; 26 ноября 1847
- Щуцкий, Николай Васильевич; полковник; № 3632; 13 февраля 1823
- Щучкин, Павел Иванович; хорунжий; 10 июня 1915 (посмертно)